# چوی مین-هو (جودوکار)
چوی مین-هو (انگلیسی: Choi Min-ho؛ زادهٔ ۱۸ اوت ۱۹۸۰) جودوکار اهل کره جنوبی است.